# Dick Huddart
Pas d'image ? Cliquez ici

a Compétitions nationales et continentales officielles uniquement.

b Matchs officiels uniquement.
 Richard « Dick » Huddart, né le 22 juin 1936 à Flimby (Angleterre) et mort le 11 août 2021 à Gold Coast (Australie), est un ancien joueur de rugby à XIII anglais évoluant au poste de deuxième ligne dans les années 1950 et 1960. Il a notamment disputé seize matchs avec la sélection britannique. En club, il fait ses débuts au Whitehaven RLFC avant de rejoindre St Helens RLFC, ensuite pendant deux années il s'installe en Australie et incorpore les St. George Dragons avant de mettre un terme à sa carrière à Whitehaven RLFC. À St Helens, il a été élu homme du match de la finale de la coupe d'Angleterre en 1961. Son fils Milton Huddart a également été international anglais dans les années 1980.